# Diabolical Masquerade
Diabolical Masquerade був шведським авангардним металевим колективом, заснованим гітаристом Кататонії. 

## Історія
Всю музику в «Diabolical Masquerade» писав і грав гітарист Кататонії Андерс Нюстрьом, який хотів створити гурт, де він міг би складати більш екстремальну музику, поки Кататонія вивчала м'якші настрої. Музика сильно схиляється до авангардного мелодійного блек-металу з деякою домішкою дез-металу та треш-металу. Музикант хотів більше експериментувати зі структурою пісні, темою та композицією.
Найбільш помітним альбомом є останній, Death's Design (2001). Музика на цьому диску настільки дивовижна, що навіть люди, які зазвичай не люблять блек-метал музику або, можливо, навіть метал взагалі, можуть оцінити її. Альбом можна розглядати як вигаданий саундтрек до неіснуючого фільму жахів.

## Дискографія
- Promo 1993 (1993) (demo)
- Ravendusk in My Heart (1996)
- The Phantom Lodge (1997)
- Nightwork (1998)
- Death's Design (2001)